# Titularbistum Theuzi
Theuzi war eine antike Stadt in der römischen Provinz Byzacena bzw. Africa proconsularis in der Sahelregion von Tunesien.
Theuzi (ital.: Teuzi) ist ein ehemaliges Bistum der römisch-katholischen Kirche und heute ein Titularbistum.
| Titularbischöfe von Theuzi |                                    |                                           |                  |                   |
| Nr.                        | Name                               | Amt                                       | von              | bis               |
| 1                          | Eduardo Pedro Martínez y Dalmau CP | emeritierter Bischof in Cienfuegos (Kuba) | 16. März 1961    | 19. November 1987 |
| 2                          | Antonio José López Castillo        | Weihbischof in Maracaibo (Venezuela)      | 26. Februar 1988 | 1. August 1992    |
| 3                          | José Luis Mollaghan                | Weihbischof in Buenos Aires (Argentinien) | 22. Juli 1993    | 17. Mai 2000      |
| 4                          | Jorge Solórzano Pérez              | Weihbischof in Managua (Nicaragua)        | 17. Juni 2000    | 15. Oktober 2005  |
| 5                          | Andrzej Siemieniewski              | Weihbischof in Breslau (Polen)            | 5. Januar 2006   | 28. Juni 2021     |
| 6                          | Bernardo Andrés Álvarez Tapia      | Weihbischof in Concepción (Chile)         | 23. Februar 2022 |                   |